# Passiflora amalocarpa
Passiflora amalocarpa Killip – gatunek rośliny z rodziny męczennicowatych (Passifloraceae Juss. ex Kunth in Humb.). Występuje naturalnie w Peru oraz Brazylii (w stanach Acre, Amazonas, Pará, Rondônia, Roraima, Paraíba i Mato Grosso do Sul). 

## Morfologia
PokrójZdrewniałe, trwałe, nagie liany.
LiścieBlaszka liściowa jest potrójnie klapowana i ma liniowo podłużny kształt. Nasada liścia jest ścięta. Mają 3,5–6,5 cm długości oraz 7–12 cm szerokości. Brzegi są całobrzegie. Wierzchołek jest tępy lub ostry. Ogonek liściowy jest nagi. Przylistki są liniowe.
KwiatyPojedyncze. Działki kielicha są liniowo lancetowate. Płatki są liniowe. Przykoronek ułożony jest w dwóch rzędach, żółto-brązowo-purpurowy, ma 2–3 mm długości.
OwoceSą wrzecionowatego kształtu. Mają 3,5–4 cm długości i 1–1,5 cm średnicy.